# Prințesa Eugenie a Suediei
Prințesa Eugenie a Suediei și Norvegiei (suedeză Charlotta Eugenia Augusta Amalia Albertina) (24 aprilie 1830 – 23 aprilie 1889) a fost membru al Casei regale Bernadotte și artist amator.

## Biografie

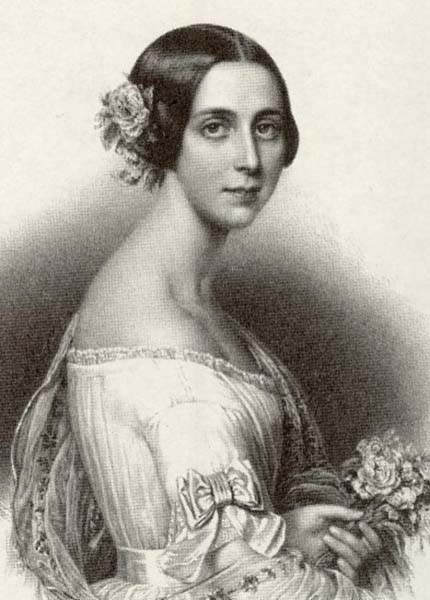
Eugenie a Suediei și Norvegiei

Eugénie s-a născut la Palatul Stockholm și a fost al patrulea copil și prima fiică a regelui Oscar I al Suediei și a Josephinei de Leuchtenberg. 
A avut o sănătate precară încă de la naștere și a luat decizia să nu se căsătorească. Ea a spus că acest lucru i-a oferit oportunitatea să ducă o viață independentă. Când femeilor adulte nemăritate li s-a acordat majoratul legal în 1858, a devenit probabil prima femeie din Suedia care a cerut să-i fie acordată independența legală. Mai târziu, Eugenie a spus că în timpul copilăriei își dorea să fie băiat la fel ca frații ei.
În 1852, în timpul unei vizite a familiei regale la Oslo, câțiva membri s-au îmbolnăvit. Eugenie a făcut pneumonie și nu s-a recuperat niciodată pe deplin. De asemenea, l-a pierdut pe "dragul ei frate" Prințul Gustaf, Duce de Uppland, fratele ei favorit, lucru care a afectat-o foarte mult.
Ea a avut de mai multe ori pneumonie, iarna fiind nevoită să se limiteze la câteva camere calde ale palatului regal. Sănătatea precară a determinat-o să devină interesată de medicină; a fondat două orfelinate și o casă pentru bolnavii incurabili situată în apropierea reședinței ei de vară, Fridhem din Gotland, o insulă unde ]ncep\nd cu anul 1859 ea își petrecea verile. De asemenea, a fondat o organizație pentru a ajuta persoanele cu handicap și a copiii bolnavi (1879), precum și Eugeniahemmet, un spital pentru copiii bolnavi (1882).
1. ↑  Bernadotteska gravkoret (în suedeză), accesat în 3 martie 2019
2. ↑  Riddarholmskyrkan - inventories and graves, p. 465, accesat în 3 martie 2019
3. ↑  Dictionary of Women Worldwide[*] Verificați valoarea |titlelink= (ajutor)